# Marija Pirjevec
Marija Pirjevec (poročena Paternu), slovensko-italijanska literarna zgodovinarka, prevajalka,  * 8. november 1941, Sežana.

## Življenje
Profesorica Marija Pirjevec živi in dela v Trstu. Tam je tudi diplomirala na Filozofski fakulteti Univerze v Trstu z zaključno nalogo Pesniški svet Srečka Kosovela (Il mondo poetico di Srečko Kosovel), ki jo je razširjeno in dopolnjeno objavila leta 1974 in s tem že nakazala obrise svojega poklicnega dela, ki je v veliki meri namenjeno odkrivanju in uveljavljanju slovenske literature v italijanskem kulturnem prostoru. Je sestra zgodovinarja Jožeta Pirjevca in žena literarnega zgodovinarja Borisa Paternuja.

## Delo
Najprej je poučevala na tržaških srednjih šolah s slovenskim učnim jezikom (1965–85) ter sestavila štiri berila za slovenske osnovne šole v Italiji, poleg tega pa še antologijo za višje srednje šole Od realizma do moderne (1981, 1993, soavtorica Lojzka Bratuž). Od leta 1972 je predavala slovensko književnost na Inštitutu za slovansko filologijo Filozofske fakultete v Trstu, leta 1993 pa se je zaposlila na oddelku modernih jezikov za tolmače in prevajalce. Poleg akademskih obveznosti je na tržaški filozofski fakulteti skrbela za razvoj slovenistike, organizirala vrsto simpozijev, okroglih miz, gostovanj slovenskih strokovnjakov. Raziskuje literarnozgodovinske stike med slovensko in italijansko književnostjo. Zbrala je več študij in esejev, ki so bili v zadnjem desetletju objavljeni v slovenskih znanstvenih zbornikih in revialnem tisku (Razprave SAZU, Slavistična revija, Sodobnost, Acta Neophilologica, Književni listi, Primorska srečanja), nekateri med njimi so izšli v italijanščini. Sistematično proučuje razvoj slovenske proze, s tega področja je izdala tri knjižne izdaje. V italijanščino je prevedla Cankarjevo Hišo Marije Pomočnice - Casa di Maria Ausiliatrice, Pordenone, 1984; uredila Pahorjev zbornik (s sodelovanjem z Vero Tutte); uredila antologijo tržaške poezije Kar naprej trajati. Komentirala je več italijanskih izdaj slovenskih pisateljev.

## Izbrana bibliografija
Monografije
- Srečko Kosovel : Aspetti del suo pensiero edella sua lirica . Trst: Editoriale stampa triestina, 1974. (COBISS)
- Saggi sulla letteratura slovena dal XVIII al XX secolo. Trst: Editoriale stampa triestina, 1983. (COBISS)
- Trubar, Kosovel, Kocbek e altri saggi sullaletteratura slovena. Trst: Editoriale stampa triestina, 1989. (COBISS)
- Na pretoku dveh literatur : Študije in eseji. Trst: Založništvo tržaškega tiska: Narodna in študijska knjižnica, 1992.(COBISS)
- Tržaški zapisi. Trst: Mladika, 1997. (COBISS)
- Kar naprej trajati. Trst: Devin, 1994 (COBISS)
- Pahorjev zbornik. Trst: Narodna in študijska knjižnica, 1993. (COBISS)